# Реброво (Вологодская область)
Реброво — деревня в Вологодском районе Вологодской области.
Входит в состав Подлесного сельского поселения, с точки зрения административно-территориального деления — в Подлесный сельсовет.
Расстояние по автодороге до районного центра Вологды — 19 км, до центра муниципального образования Огарково — 6 км. Ближайшие населённые пункты — Снасудово, Юрьевцево, Огарково, Лисицыно, Кишкино, Лазарево, Ельцыно.
По переписи 2002 года население — 2 человека.